# 華特迪士尼唱片
華特迪士尼唱片（英語：Walt Disney Records）是美國迪士尼音樂集團旗下的唱片廠牌，發行由華特迪士尼影業、卢卡斯影业、電視連續劇、主題公園的原聲帶和由旗下流行樂、青少年流行樂和鄉村音樂歌手製作的音樂專輯。
該廠牌於1956年以迪士尼樂園唱片（Disneyland Records）之名成立。在此之前，迪士尼將錄音授權給RCA、迪卡、國會、ABC唱片和United Artists等唱片公司。華特·迪士尼的哥哥洛伊·O·迪士尼建議華特迪士尼製作公司（現迪士尼公司）組建自己的唱片公司。羅伊邀請資深員工吉米·強森擔任這個新部門的負責人。1988年改為現名。

## 發行專輯
著名原聲帶
- 《冰雪奇緣 (原聲帶)》（2013）
- 《魔髮奇緣 (原聲帶)》（2016）

## 資料來源
1. ↑  "Universal Music Group (UMG) & Disney Music Group (DMG) Expand Agreement Globally," （页面存档备份，存于） PR Newswire, 2013-03-20.